# Leptotarsus (Macromastix) greyanus
Leptotarsus (Macromastix) greyanus is een tweevleugelige uit de familie langpootmuggen (Tipulidae). De soort komt voor in het Australaziatisch gebied.